# Даніеле Тірабассі
Даніеле Тірабассі (16 серпня 1986) — венесуельський плавець.
Учасник Олімпійських Ігор 2008 року.
Призер Ігор Центральної Америки і Карибського басейну 2010 року.
Переможець Південнамериканських ігор 2010 року, призер 2014 року.